# Juliusz Zaleski
Juliusz Adam Zaleski (ur. 29 maja 1889 w Sanoku, zm. w listopadzie 1940 w Kijowie) – polski nauczyciel polonista z tytułem doktora, pedagog, historyk i krytyk literatury. Żołnierz, uczestnik trzech wojen, kapitan rezerwy piechoty Wojska Polskiego, ofiara zbrodni katyńskiej.

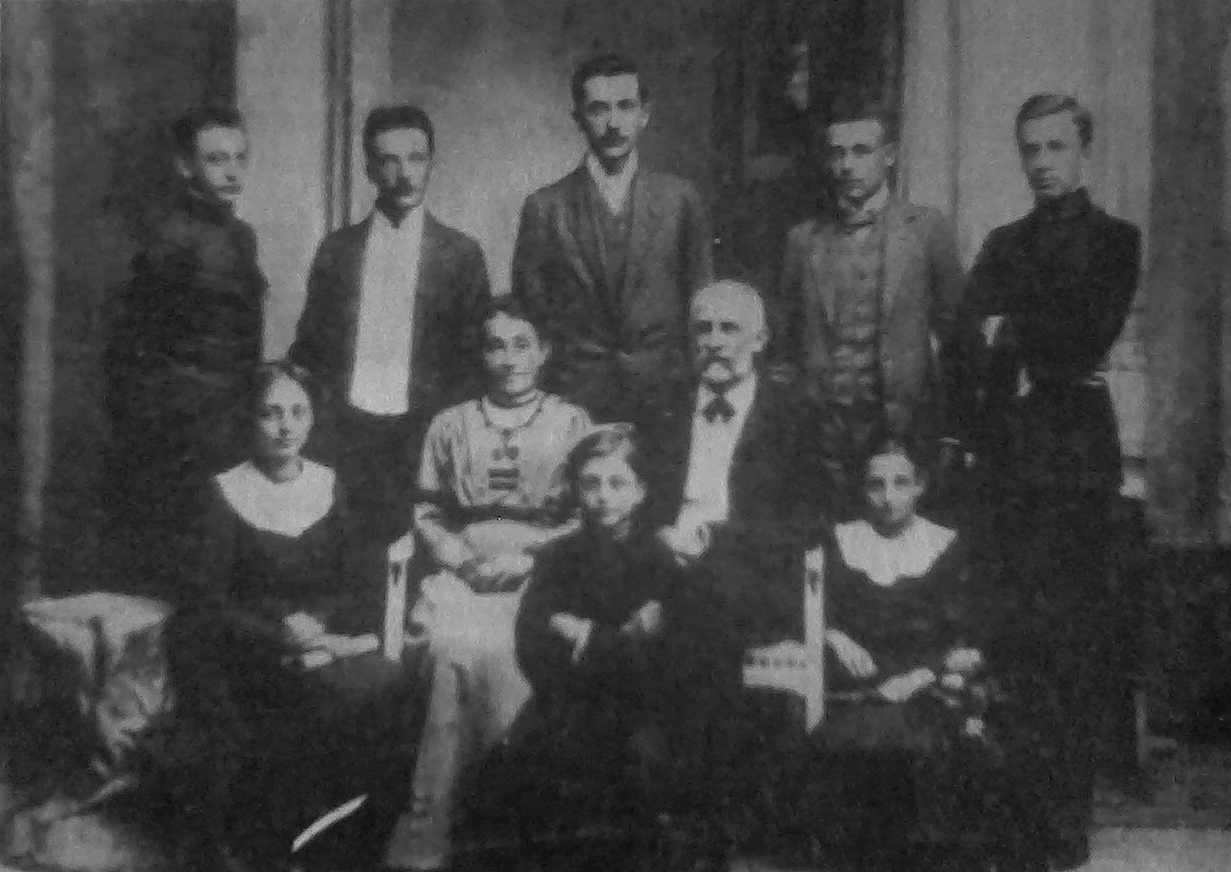
Rodzina Zaleskich (ok. 1906-1912)

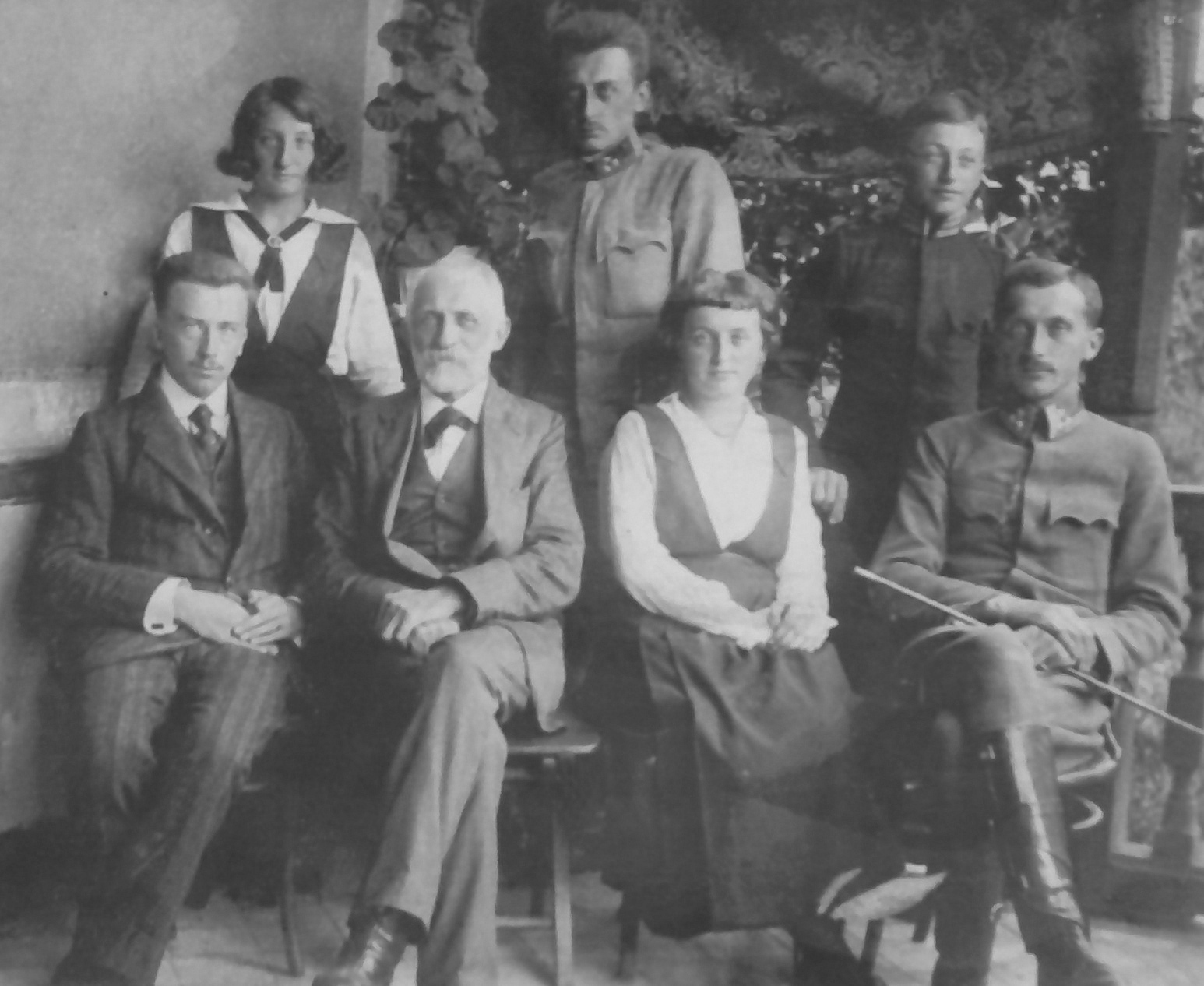
Rodzina Zaleskich (ok. 1912-1918)

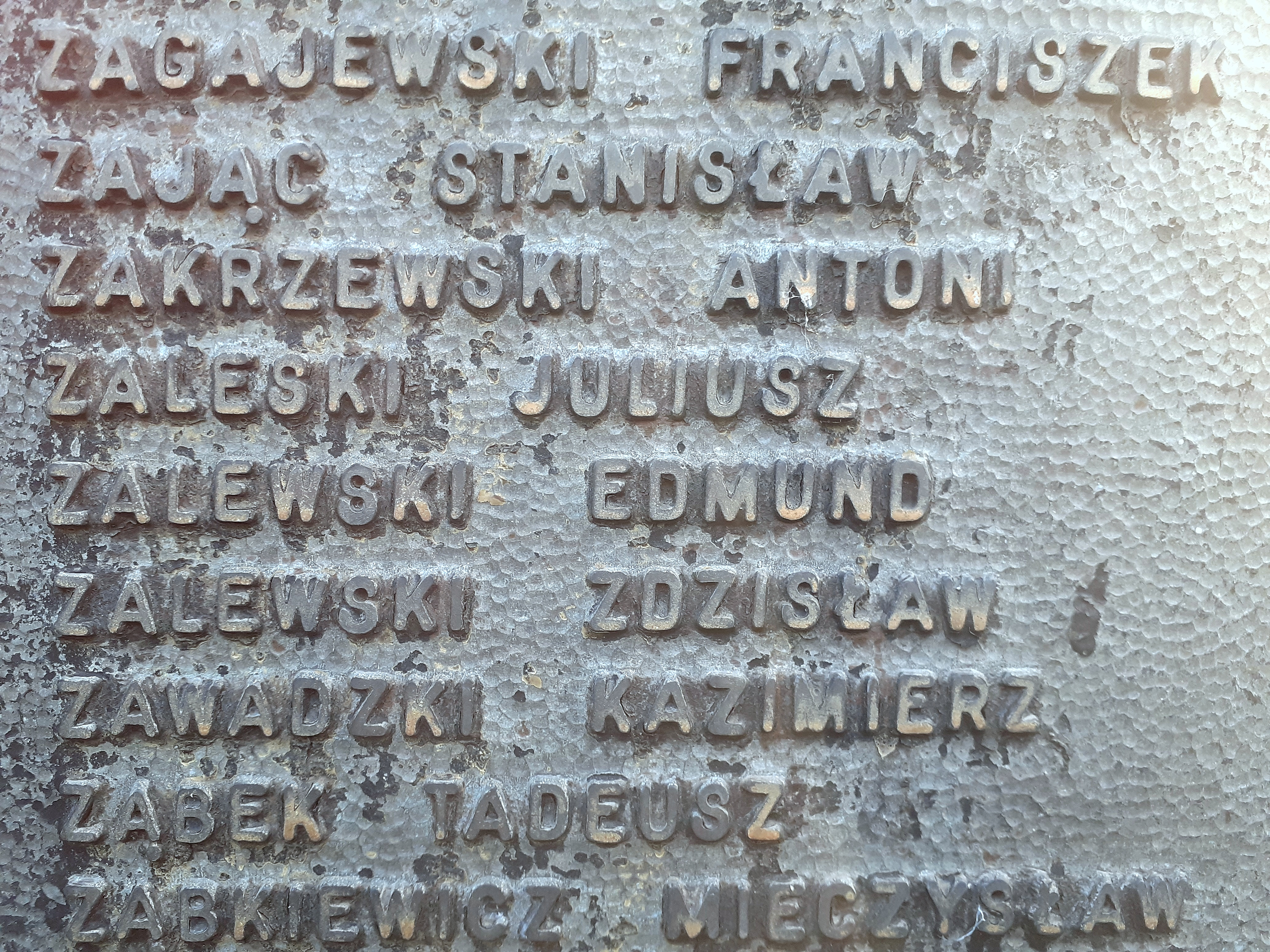
Upamiętnienie na Mauzoleum w Sanoku

## Życiorys
Juliusz Adam Zaleski urodził się 29 maja 1889. Był wnukiem Ludwika Zaleskiego z Mikuliczyna (powstaniec listopadowy) oraz drugim dzieckiem lekarza i społecznika dr Karola Zaleskiego (1856–1941) oraz nauczycielki Wilhelminy z domu Leixner (1859–1912)
. Miał ośmioro rodzeństwa: (pięciu braci i trzy siostry), byli to kolejno Tadeusz (ur. 1887), Karol (ur. 1890), Zygmunt Jan (ur. 1892), Władysław (ur. 1894), Maria Elżbieta (1896-1967, po mężu Hanus), Jakub (ur. 1899), Jadwiga (ur. 1900) i Zofia Ludwika (1903–1906, zmarła w dzieciństwie na zapalenie opon mózgowych). Rodzina zamieszkiwała w tzw. Willi Zaleskich. W 1907 zdał egzamin dojrzałości w C. K. Gimnazjum Męskim w Sanoku (w jego klasie był m.in. Wojciech Stepek). Następnie kształcił się na studiach filozoficznych na kierunku filologii polskiej na Wydziale Filozoficznego Uniwersytetu Franciszkańskiego we Lwowie do 1912. W 1910 był stypendystą w Bibliotece Zakładu Narodowego im. Ossolińskich (wówczas stypendystą był także Władysław Dajewski, późniejszy profesor sanockiego gimnazjum). Na początku 1910 został uznany przynależnym do gminy Sanok. Od 1912/1913 był członkiem Towarzystwa Nauczycieli Szkół Wyższych. Należał do Towarzystwa Literackiego im. Adama Mickiewicza.
Jako kandydat stanu nauczycielskiego w roku szkolnym 1911/1912 przysłuchiwał się lekcjom szkolnym w C. K. Gimnazjum im. Franciszka Józefa we Lwowie. 29 sierpnia 1912 został mianowany zastępcą nauczyciela w tej szkole i złożył przysięgę służbową 10 września tego roku. Uczył tam języka polskiego, języka łacińskiego, języka greckiego. W roku szkolnym 1913/1914 do kwietnia 1914 przebywał na urlopie.
Po wybuchu I wojny światowej w sierpniu 1914 podjął decyzję o wstąpieniu do formowanych Legionów Polskich, jednak nie powiodło się usiłowanie przystąpienia w szeregi Legionu Wschodniego. Jesienią 1914 został asenterowany do C. K. Armii, w szeregach której służył początkowo jako jednoroczny ochotnik. Najpierw był kadetem-aspirantem w Wiedniu. Został awansowany na stopień podporucznika rezerwy z dniem 1 sierpnia 1916. Służył w rezerwowej kompanii w Przemyślu. Brał udział w działaniach wojennych na froncie litewskim, bukowińskim, siedmiogrodzkim oraz włoskim, gdzie został ciężko ranny, po czym przebywał w szpitalu polowym. W 1917, 1918 pozostawał podporucznikiem rezerwy 45 Pułku Piechoty Austro-Węgier w Sanoku. W służąc w tej jednostce w Przemyślu w 1918 przystąpił do struktur Polskiej Organizacji Wojskowej, organizowanych przez por. Leona Kazubskiego (także sanoczanina). Na skutek zdrady sierżanta Mżika był objęty śledztwem, rewizją oraz inwigilacją.
Po zwolnieniu ze służby i otrzymaniu urlopu powrócił na Uniwersytet Lwowski, gdzie zdał rygorozum i na podstawie dysertacji pt. Monolog w dramacie 18 kwietnia 1918 uzyskał stopień doktora filozofii (promotorem przewodu doktorskiego był prof. Wilhelm Bruchnalski). Pierwotnie przygotowywał się do pracy nauczycielskiej w macierzystym lwowskim gimnazjum przed rokiem szkolnym 1918/1919. U kresu wojny na przełomie października i listopada 1918 przebywał w Sanoku i był organizatorem Wojska Polskiego tamże polskiego garnizonu w mieście i powiecie sanockim (z tego czasu zachowały się notatki i zapiski Juliusza Zaleskiego oraz jego artykuł opublikowany w tygodniku Ziemia Sanocka z 7 grudnia 1918). W listopadzie 1918 został dowódcą kompanii tzw. „Batalionu Dzieci Sanockich” (później był autorem wspomnień tej jednostki publikowanych w 1919/1920 na łamach czasopisma „Ziemia Sanocka”). W szeregach tej jednostki brał udział w wojnie polsko-ukraińskiej. Był także w składzie pociągu pancernego „Kozak”. Dekretem Wodza Naczelnego Józefa Piłsudskiego z 19 lutego 1919 jako były oficer armii austro-węgierskiej został przyjęty do Wojska Polskiego z dniem 1 stycznia 1918 wraz z zatwierdzeniem posiadanego stopnia podporucznika ze starszeństwem z dniem 1 listopada 1918 (mianowanie na ten stopień uzyskał tym samym rozkazem także jego brat Władysław) i rozkazem z tego samego dnia 19 lutego 1919 Szefa Sztabu Generalnego płk. Stanisława Hallera mianowany komendantem Szkoły Podoficerskiej w Sanoku od 1 listopada 1918. Później uczestniczył w wojnie polsko-bolszewickiej, odbywając służbę w Obozie Warownym „Przemyśl”. Został zwolniony z czynnej służby w sierpniu 1920. Został awansowany do stopnia kapitana rezerwy piechoty ze starszeństwem z dniem 1 czerwca 1919. W 1923, 1924 był oficerem rezerwowym 39 pułku piechoty Strzelców Lwowskich, stacjonującym w garnizonie Jarosław. W 1934 jako kapitan rezerwy piechoty był przydzielony do Oficerskiej Kadry Okręgowej nr I jako oficer po ukończeniu 40 roku życia i pozostawał wówczas w ewidencji Powiatowej Komendy Uzupełnień Warszawa Miasto III.
W okresie II Rzeczypospolitej pozostawał nauczycielem. W roku szkolnym 1912/1922 odbył praktykę w Miejskim Gimnazjum Herbertów w Dobromilu. Od roku szkolnego był profesorem w macierzystym gimnazjum we Lwowie, przemianowanym na III Państwowe Gimnazjum im. Stefana Batorego, w którym uczył języka polskiego, historii i był zawiadowcą biblioteki nauczycielskiej, opiekunem Kółka Polonistycznego. W maju 1924 uzyskał dyplom kwalifikacyjny uprawniający do nauczania języka polskiego w szkołach średnich ogólnokształcących i seminariach nauczycielskich. Poza gimnazjum równolegle pracował także w Zakładzie Naukowym Żeńskim z prawem publiczności im. Zofii Strzałkowskiej we Lwowie (ucząc języka polskiego do ok. 1926), w wyższych kursach nauczycielskich oraz wykładał historię literatury na Wydziale Ogólnym Politechniki Lwowskiej. W 1926 otrzymał tytuł profesora gimnazjalnego. W III Gimnazjum pracował do 26 maja 1930, po czym od 1 czerwca 1930 pełnił obowiązki okręgowego wizytatora szkół w Kuratorium Okręgu Szkolnego Lwowskiego. Następnie, od 1 grudnia 1930 pełnił obowiązki ministerialnego wizytatora szkół w Ministerstwie Wyznań Religijnych i Oświecenia Publicznego. Z tej funkcji został zwolniony z dniem 31 sierpnia 1932 i ponownie powierzono mu pełnienie obowiązków okręgowego wizytatora szkół w KOSL – w tym czasie pozostawał na stanowisku profesora Państwowego Gimnazjum im. Stanisława Staszica w Warszawie. Stanowisko wizytatora szkół średnich KOSL pełnił do 1939. W czerwcu 1938 był przedstawicielem lwowskiego kuratorium na I Zjazd Absolwentów z okazji 50-lecia pierwszej matury w sanockim gimnazjum. Publikował w zakresie historii i krytyki literatury zarówno wydawnictwa zwarte, jak również w czasopiśmie „Pamiętnik Literacki”, ponadto był wydawcą.
Po wybuchu II wojny światowej, agresji ZSRR na Polskę z 17 września 1939 oraz nastaniu okupacji sowieckiej ziem polskich został aresztowany przez Sowietów 13 marca 1940 w miejscu swojego zamieszkania przy ulicy Józefa Piłsudskiego 23 we Lwowie (późniejsza ul. Iwana Franki). W listopadzie 1940 został zamordowany w siedzibie NKWD w Kijowie. Jego nazwisko znalazło się na tzw. Ukraińskiej Liście Katyńskiej opublikowanej w 1994 (został wymieniony na liście wywózkowej 41/2-24 oznaczony numerem 347, dosłownie określony jako Julian Zaleski). Ofiary tej części zbrodni katyńskiej zostały pochowane na otwartym w 2012 Polskim Cmentarzu Wojennym w Kijowie-Bykowni.
Juliusz Zaleski był żonaty z Jadwigą z domu Bursztyńską, z którą miał córkę Danutę (ur. ok. 1928). W kwietniu 1940 oboje zostały deportowane w głąb ZSRR na obszar Kazachskiej SRR. Jego brat Jakub także został ofiarą zbrodni katyńskiej (został zamordowany w Katyniu). W artykule prasowym o rodzinie Zaleskich z 1982 roku na łamach czasopisma „Podkarpacie” podano, Juliusz zginął podczas II wojny światowej, a Jakub w trakcie kampanii wrześniowej.

## Publikacje
- Największy wróg ludzkości (1911)[4][65]
- Ze studiów nad monologiem w dramacie: monolog w dramacie pseudoklasycznym w Polsce (1924)[4][66]
- Barbara Radziwiłłówna: tragedia w 5 aktach (1925, współautorzy: Alojzy Feliński, Stefan Vrtel-Wierczyński)[67]
- Program ministerialny nauki języka polskiego w szkole średniej w świetle dotychczasowej praktyki. Referat zbiorowy Sekcji Polonistycznej TNSW we Lwowie (1925, współautorzy: Zenon Aleksandrowicz, Juliusz Balicki, Ryszard Skulski)[68]
- Wiek Oświecenia. Historja literatury wieku Oświecenia w Polsce. Z Rękopisu Pośmiertnego (wydawca, 1926, autor: Konstanty Wojciechowski)[69]
- Przewrót w umysłowości i literaturze polskiej po roku 1863; Miłość w poezji polskiej; Ballady i romanse; Współzawodnik Sienkiewicza (Z Papierów Pośmiertnych wydali: Dr. Juliusz Balicki, Dr. Zygmunt Szweykowski, Dr. Juliusz Zaleski, 1926, autor: Konstanty Wojciechowski)[70]
- Zwięzły podręcznik historii literatury polskiej (1930, współautor: Konstanty Wojciechowski)[71]
- Sienkiewicz jako wychowawca (ze zbioru materiałów dla organizacji Dnia Sienkiewiczowskiego, 1933)[4]

## Ordery i odznaczenia
- Krzyż Walecznych (1921)[4]
- Gwiazda Przemyśla (1920)[4]
- Odznaka Honorowa „Orlęta” (1919)[4]
- Krzyż Obrońców Węzła Zagórskiego (1920)[4]
- Odznaka Ofiarnych O.K.O.P. (1921)[4]
- Brązowy Medal za Długoletnią Służbę (1938)[4]
- Srebrny Medal za Długoletnią Służbę (1938)[4]
- Krzyż Zasługi Wojskowej III klasy z dekoracją wojenną i z mieczami (Austro-Węgry, 1917)[25][27]

## Upamiętnienie
Podczas „Jubileuszowego Zjazdu Koleżeńskiego b. Wychowanków Gimnazjum Męskiego w Sanoku w 70-lecie pierwszej Matury” 21 czerwca 1958 nazwisko Juliusza Zaleskiego zostało wymienione w apelu poległych w obronie Ojczyzny w latach 1939–1945 oraz na ustanowionej w budynku gimnazjum tablicy pamiątkowej poświęconej poległym i pomordowanym absolwentom gimnazjum (wskazany w gronie zmarłych na terenie Z. S. R. R.).
W 1962 Juliusz Zaleski został upamiętniony wśród innych osób wymienionych na jednej z tablic Mauzoleum Ofiar II Wojny Światowej na obecnym Cmentarzu Centralnym w Sanoku.